# Pierre Fournier (violoncelliste)
Pour les articles homonymes, voir Pierre Fournier et Fournier.

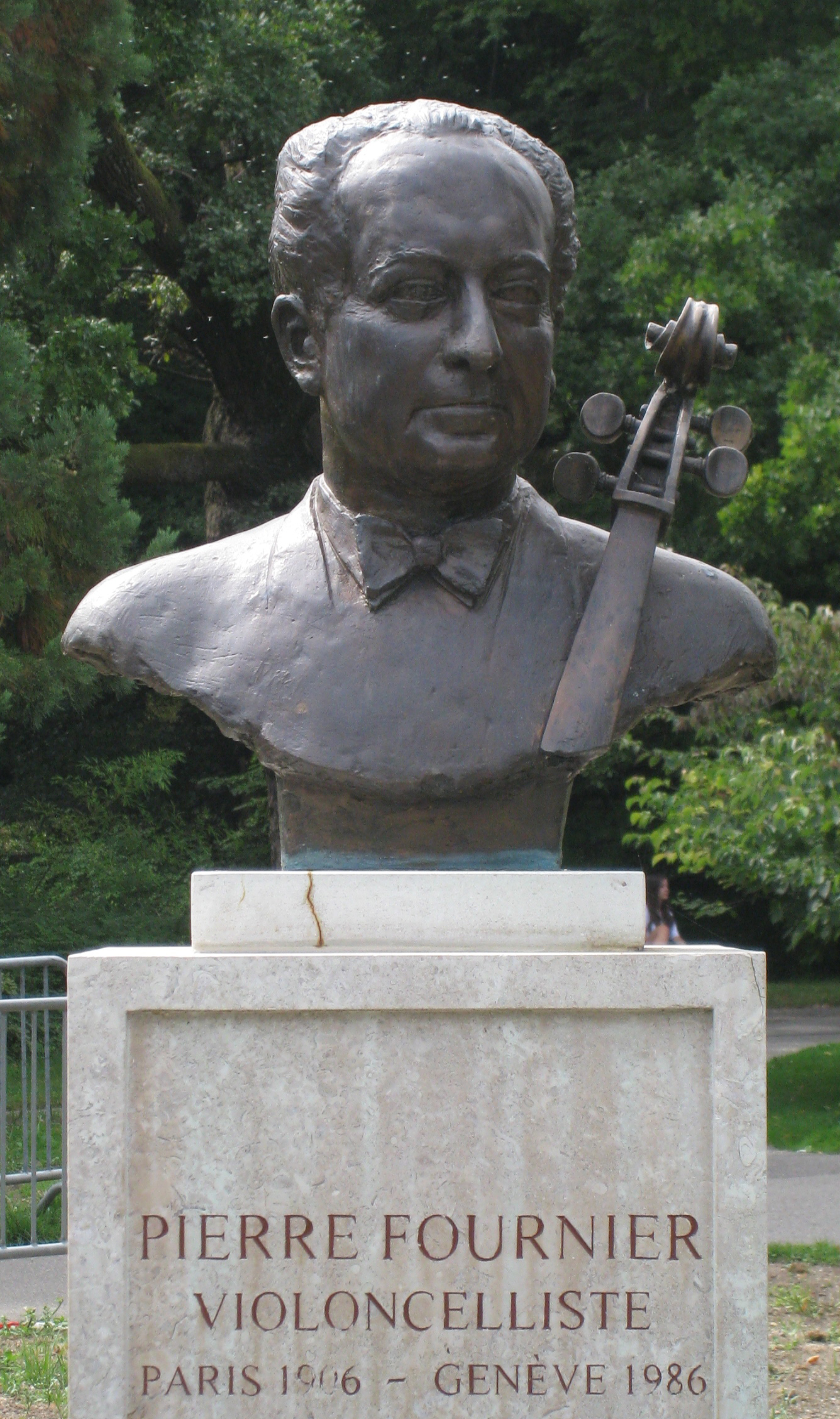
Buste de Fournier à Genève.

Pierre Fournier, né à Paris le 24 juin 1906 et mort à Genève le 8 janvier 1986, est un violoncelliste français. C'est un des grands noms français du violoncelle, aux côtés de Maurice Maréchal, Paul Tortelier, Maurice Gendron,  André Navarra et Pierre Penassou.

## Biographie
Petit-fils du sculpteur Léopold Morice (statue de la place de la République, anges du pont Alexandre-III), fils du général d'armée Gaston Fournier et de Gabrielle Morice, Pierre Fournier commence ses études musicales avec sa mère qui lui enseigne le piano. Cependant, atteint par la poliomyélite, il éprouve par la suite des difficultés à en actionner les pédales et doit se tourner vers un autre instrument : le violoncelle. Étudiant dans un premier temps avec Odette Krettly, la sœur de Robert Krettly, il progresse très vite et entre à treize ans au Conservatoire de Paris dans la classe de violoncelle de Paul Bazelaire, puis d'Anton Hekking. Il y obtient son premier prix en 1923, soit quatre ans après son entrée. Il étudie également pendant ses années au Conservatoire la musique de chambre auprès de Camille Chevillard et de Lucien Capet.
Après son prix, il commence à jouer dans les cinémas (accompagnement des films muets) et les kiosques à musique. Il est notamment le collègue au Théâtre du Vieux-Colombier d'Arthur Honegger qui tient, lui, la partie de batterie. Il joue également au sein du Quatuor Krettly de 1923 à 1928, avec lequel il crée notamment le Quatuor de Gabriel Fauré. Il commence sa carrière de soliste en 1925 dans l'orchestre des concerts Colonne.
Il enseigne pendant deux ans (de 1937 à 1939) à l'École normale de musique de Paris, succédant à Pablo Casals. Alfred Cortot et Jacques Thibaud l'appellent d'ailleurs en 1943 à les rejoindre au sein de leur fameux trio, Casals, réfugié à Prades, refusant désormais de jouer. En 1941, il est nommé professeur de violoncelle au Conservatoire de Paris, où il dénonce des élèves juifs. L'épuration des artistes après la Seconde Guerre Mondiale lui vaut trois ans d'interdiction de concerts pour avoir enregistré de nombreuses émissions à Radio Paris. Malgré cela, il reprend sa carrière de soliste et musicien de chambre : avec le pianiste Artur Schnabel, le violoniste Joseph Szigeti et l'altiste William Primrose, il fait une importante tournée aux États-Unis en 1948. Le succès de cette tournée l'encourage à renoncer à ses activités pédagogiques au Conservatoire (1949) et à multiplier les engagements.
En 1956, Pierre Fournier s'éloigne de Paris, s'installant en Suisse (à Genève) avec toute sa famille. Mais il n'abandonne pas pour autant la citoyenneté française.
En 1959, il fait ses débuts en URSS, à Moscou où il joue la plupart des grands concertos du répertoire. Il reprend à partir de 1976 des activités d'enseignement, à Zurich notamment, lors de sessions d'été.
On le retrouve en 1984 dans un récital au Queen Elizabeth Hall de Londres : il a alors 78 ans. Il meurt deux ans plus tard, en 1986, à Genève.
Pendant toute sa vie Fournier a joué sur trois violoncelles: un Jean-Baptiste Vuillaume de 1863, un Matteo Goffriller de 1722 et un Charles Adolphe Maucotel de 1849.
Le Maucotel a été l'instrument des dix-huit dernières années de sa vie, avec lequel il a fait tous les enregistrements.

## Divers
Parmi les innombrables artistes avec lesquels Fournier aura joué, citons les noms de Wilhelm Kempff, Julius Katchen, Henryk Szeryng, Sviatoslav Richter, David Oïstrakh, Francis Poulenc, Zino Francescatti, Wilhelm Furtwängler, Leopold Stokowski, Herbert von Karajan, Rafael Kubelik, Sergiu Celibidache, Friedrich Gulda, Arthur Rubinstein.
Il a eu comme élève, notamment Carlos Prieto.
Il a également joué et enregistré vers la fin de sa vie avec son fils Jean-Pierre, pianiste célèbre sous le nom de Jean Fonda. Son frère Jean Fournier était également musicien (violoniste). La femme de celui-ci, Ginette Doyen, était une pianiste reconnue.
Le répertoire de Fournier couvrait toutes les époques, du baroque à la musique contemporaine en passant par le classique (il fut un des premiers à remettre à l'honneur le Concerto pour violoncelle en ré majeur d'Haydn). De nombreux compositeurs de son temps lui dédicacèrent des œuvres : Francis Poulenc sa Sonate pour violoncelle (1948), Bohuslav Martinů sa première sonate (1940), Albert Roussel, Arthur Honegger (1939), Othmar Schoeck (1947), Jean Martinon (1963), Frank Martin (1965-1966) leurs concertos ainsi que Cemal Reşit Rey (1954) ses Pièces Concertantes.
Il créa aussi en 1937 le Concertino d’Albert Roussel et en 1955 la seconde version du Concerto de Bohuslav Martinů.
Dans le cadre du Concours international de violoncelle Rostropovitch  organisé par la ville de Paris est remis un prix spécial Pierre Fournier pour la meilleure interprétation de l'œuvre du XIXe siècle.
Pierre Fournier était officier de la Légion d'honneur, officier des Arts et des Lettres et commandeur de l'ordre de Léopold II.

## Distinctions
- Officier de la Légion d'honneur
- Officier de l'ordre des Arts et des Lettres
- Commandeur de l'ordre de Léopold II

## Discographie
- Jean-Sébastien Bach – 6 Suiten für Violoncello Solo BWV 1007–1012 (6 Suites for Solo Cello / 6 Suites pour violoncelle seul / 6 Suites per violoncello solo) – Pierre Fournier, violoncelle (enregistrement : Karl-Heinz Schneider / Heinz Wildhagen; Salle Beethoven, Hanovre, Allemagne; décembre 1960; ℗ 1961 Polydor (3 LPs – réédités à l'international le 10 février 2017 – 0289 479 6963 1[3]) ; © 1996 Deutsche Grammophon / Archiv Produktion (00289 477 6724) (2 CD ADD (original-image bit-processing) 2h18:42 (61:05 + 77:37)) (Suite No. 1 In G Major, BWV 1007 (18:45), Suite No. 2 In D Minor, BWV 1008 (19:04), Suite No. 3 In C Major, BWV 1009 (23:04), Suite No. 4 In E Flat Major, BWV 1010 (25:28), Suite No. 5 In C Minor, BWV 1011 (24:51), Suite No. 6 In D Major, BWV 1012 (27:03))[4],[5]

## Citations
- Maurice Maréchal aurait dit de Fournier alors que celui-ci sortait du Conservatoire qu'il était « le violoncelliste du futur ».
- Après un récital de Paul Tortelier, Pierre Fournier lui aurait dit : « Paul, j'aimerais avoir votre main gauche ! » Et Tortelier de répondre :  « Pierre, j'aimerais avoir votre bras droit ! » Fournier était en effet réputé pour la virtuosité et l'aisance avec lesquelles il maniait son archet.
- Colette a dit de Pierre Fournier qu'il « chantait mieux que tout ce qui chante ».
- Mstislav Rostropovitch, à l'occasion de la célébration du soixante-quinzième anniversaire de Pierre Fournier, en 1981, l'a appelé « [son] ami, [son] idole et [son] dieu ».
- Parmi les différents qualificatifs appliqués à Fournier, on trouve encore « le prince des violoncellistes », ou « the aristocrat of the cello ».

## Sources
- (en) « Pierre Fournier, Cellist » sur cello.org
- Article Pierre Fournier (auteur : Alain Pâris) de l'Encyclopédie Universalis